# Diritto a un ricorso effettivo
Il diritto a un ricorso effettivo fa riferimento al diritto a un rimedio legale riconosciuto in capo a una persona fisica i cui diritti umani siano stati violati. Tale rimedio deve essere facilmente accessibile per tutti, avere carattere vincolante, deve essere in grado di consegnare i colpevoli alla giustizia, fornire risarcimenti adeguati e prevenire ulteriori violazioni dei diritti della persona. Il diritto a un ricorso effettivo garantisce all'individuo la capacità di ottenere un rimedio dallo Stato in maniera diretta, piuttosto che attraverso un processo internazionale. Costituisce uno strumento per tutelare i diritti umani a livello statale e richiede che lo Stato non solo protegga i diritti umani de jure, ma lo faccia anche nella pratica. Il diritto a un ricorso effettivo è comunemente riconosciuto come un diritto umano nei trattati e negli altri documenti internazionali sui diritti umani.
Il diritto a un ricorso effettivo è sancito dall'art. 8 della Dichiarazione universale dei diritti dell'uomo, dall'art. 2 del Patto internazionale relativo ai diritti civili e politici, dall'art. 13 della Convenzione europea dei diritti dell'uomo e dall'art. 47 della Carta dell'Unione europea Diritti fondamentali.

## Richiedenti asilo
Il diritto a un ricorso effettivo è stato invocato in diversi casi riguardanti dei richiedenti asilo. In tali casi è stato riconosciuto il divieto di uno Stato di espellere un richiedente asilo prima di aver giudicato la domanda di asilo del richiedente e che, in caso di rigetto di una domanda di asilo, il richiedente debba avere la concreta possibilità di presentare un ricorso, riconoscendogli un lasso di tempo ragionevolmente sufficiente e l'accesso a una rappresentanza legale per poter presentare tale ricorso. In generale, i tribunali di vari paesi non hanno stabilito che lo Stato debba fornire un avvocato d'ufficio anche quando un richiedente asilo non possa permetterselo economicamente, a condizione però che tale rappresentanza legale non sia necessaria per accedere a un ricorso effettivo. I tribunali hanno evidenziato che un processo eccessivamente formale potrebbe violare il diritto a un ricorso effettivo, soprattutto nei casi in cui la rappresentanza legale di un avvocato non sia ritenuta necessaria.

## Unione Europea
Nel diritto dell'Unione europea, il diritto a un ricorso effettivo si applica, oltre che ai diritti umani, a tutti i diritti della persona previsti dal diritto comunitario che possono essere fatti valere dai singoli presso i tribunali degli Stati membri.

## Divieto di tortura
Il Comitato per i diritti umani delle Nazioni Unite ha affermato che nei casi di tortura, il diritto a un ricorso effettivo richiede che gli Stati debbano indagare sulle accuse di tortura, perseguire gli eventuali responsabili di tali azioni, fornire un equo risarcimento alle vittime e impedire che simili violazioni continuino o si ripetano. Il principio del diritto a un ricorso effettivo è espresso anche all'art. 14 della Convenzione delle Nazioni Unite contro la tortura.